# Illa Messina
Messina, també anomenada l'Illa Plana, és un petit grup d'una desena d'illots del municipi de Cadaqués situat un quilòmetre a l'est de l'Illa de Portlligat.
Els noms dels diferents illots varien segons les fonts consultades. Mentre que Arnald Plujà anomena Bol d'en Ner a l'illa més gran del conjunt, i Illa Petita a la següent en grandària, l'Institut Cartogràfic de Catalunya anomena Bol d'en Nert a aquesta última i deixa sense anomenar a la més gran. Sí que hi ha acord, però, amb els noms dels illots més petits: es Furelló des Mig, es Furalló Rodó, es Furalló Marí...